# Humberto hurrikán (2019)
A Humberto hurrikán egy nagy és erős trópusi ciklon volt 2019 szeptemberében. Ez volt az első hurrikán a 2016-os Nicole óta, ami hurrikán erősségű átlagszeleket okozott Bermudán. Humberto a szezon kilencedik rendszere, nyolcadik névvel ellátott vihara, a harmadik hurrikánja, és a második jelentősebb ("major") hurrikánja volt.

## Meteorológiai lefolyás

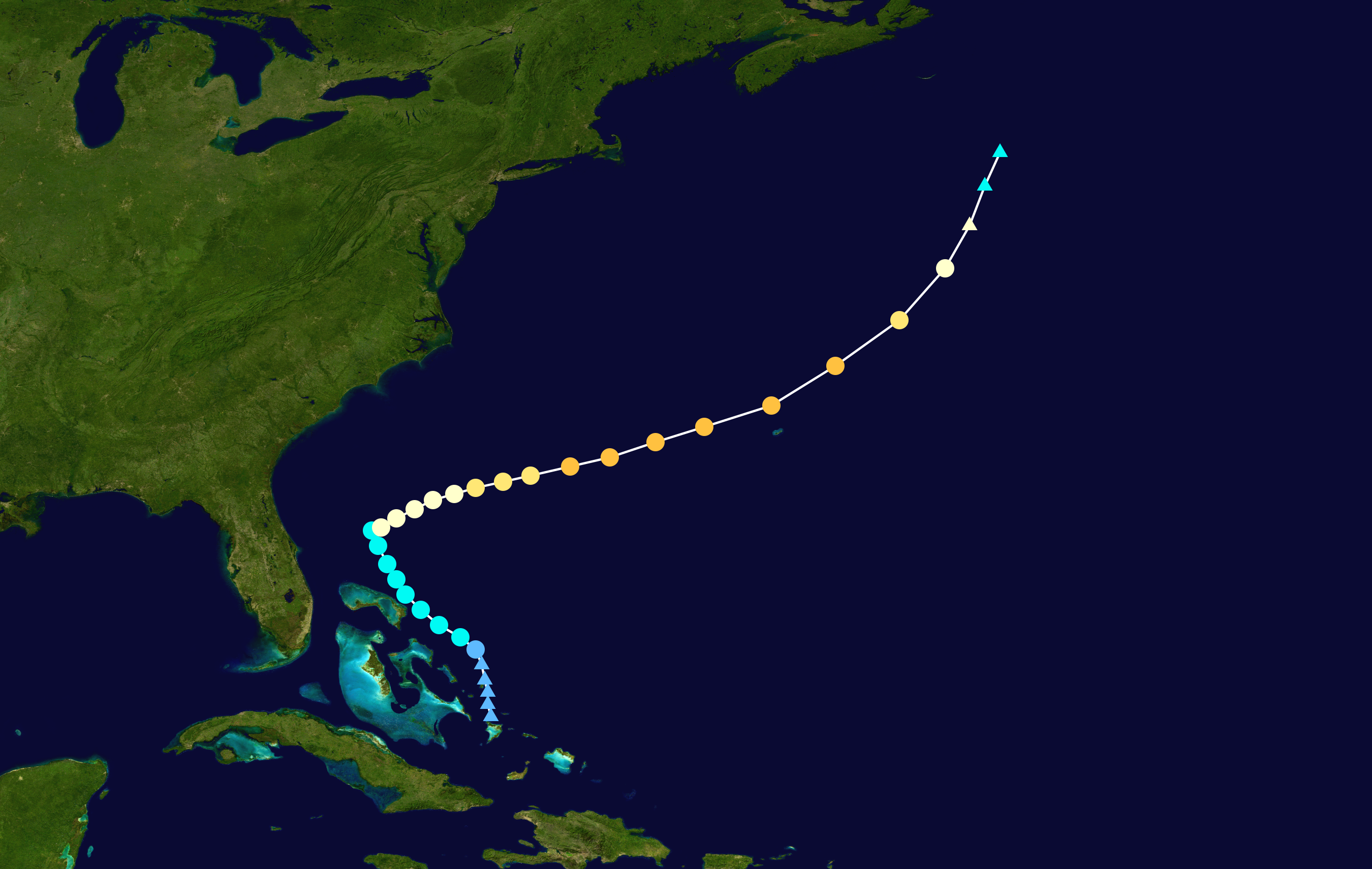
Humberto útja

## Áldozatok és károk
1 ember halt meg Bermudán, a károk pedig épp felmérés alatt állnak.

## Fordítás
Ez a szócikk részben vagy egészben  a(z)   2019 Atlantic hurricane season című angol Wikipédia-szócikk fordításán alapul.  Az eredeti cikk szerkesztőit annak laptörténete sorolja fel. Ez a jelzés csupán a megfogalmazás eredetét és a szerzői jogokat jelzi, nem szolgál a cikkben szereplő információk forrásmegjelöléseként.
Ez a szócikk részben vagy egészben  a   Hurricane Humberto (2019) című angol Wikipédia-szócikk fordításán alapul.  Az eredeti cikk szerkesztőit annak laptörténete sorolja fel. Ez a jelzés csupán a megfogalmazás eredetét és a szerzői jogokat jelzi, nem szolgál a cikkben szereplő információk forrásmegjelöléseként.